# هسبيروس

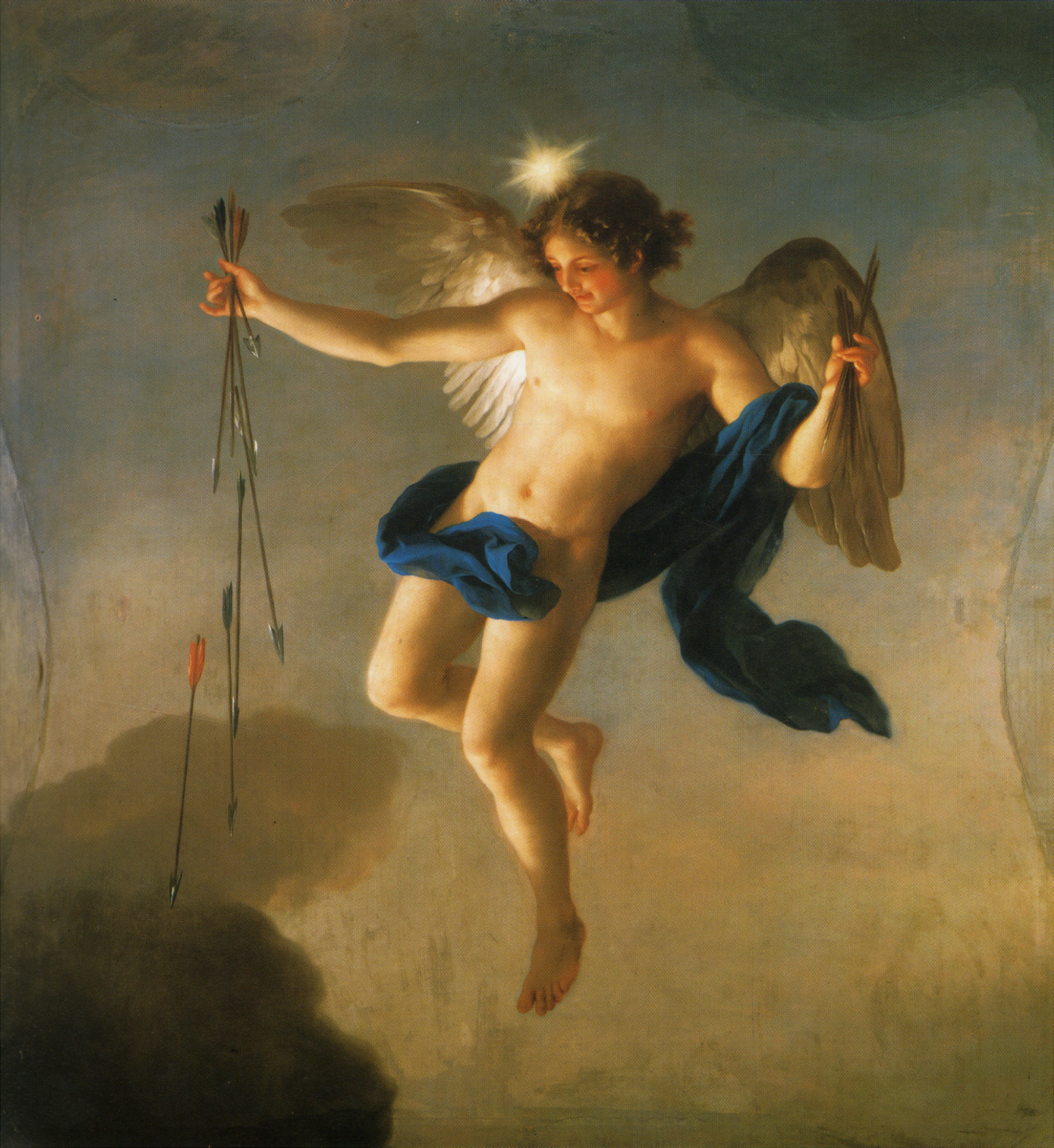
تجسيد لهسبيروس من قبل أنتون رافاييل مينغز يعود لسنة 1765.

هسبيروس (من الإغريقية Ἓσπερος) هي نجمة المساء وهو تعبير كان يستخدم لوصف كوكب الزهرة عند ظهوره مساءاً. لم يستطع اليونان القدماء أن يميزوا بين الظهور الصباحي والمسائي لهذا الكوكب؛ فأطلقوا تسمية فوسفوروس نجمة الصباح على هذا الكوكب؛ في حين أنه أسموه هسبيروس عند المساء.
وفق بعض الأساطير الإغريقية فإن هسبيروس هو شقيق أطلس، بالتالي فهو ابن إيابيتوس.